# Tristessa
"Tristessa" to singel grupy The Smashing Pumpkins. Jest on zarazem drugim wydawnictwem grupy i pierwszym rozpowszechnianym przez wytwórnię Sub Pop. Piosenkę napisał Billy Corgan. Tytuł utworu pochodzi od podobnego słowa "tristeza" w języku hiszpańskim i portugalskim, a także "tristezza" w języku włoskim, oznaczających smutek, lub też książki Jacka Kerouaka o tym samym tytule.
Na okładce singla znajduje się zespół bez perkusisty Jimmy'ego Chamberlina. 
Wydano około cztery i pół tysiąca sztuk siedmiocalowej płyty winylowej w kolorze różowym, podczas gdy pozostałe egzemplarze zawierały czarny nadruk. Wskutek pomyłki w tłoczeniu do sprzedaży trafiło także około stu egzemplarzy w kolorze szarym. 
W przeciwieństwie do "I Am One", "Tristessa" nie została ponownie wydana jako singel po pojawieniu się na albumie Gish.

## Wydanie na płycie siedmiocalowej
1. "Tristessa"
2. "La Dolly Vita"

## Wydanie na płycie dwunastocalowej
1. "Tristessa"
2. "La Dolly Vita"
3. "Honeyspider"